# Antonín Panenka
Antonín Panenka (Prag, 2. prosinca 1948.) češki nogometaš, bivši nogometni reprezentativac Čehoslovačke.

## Karijera
Panenka je počeo svoju igračku karijeru s 20 godina, kada je odigrao prvu utakmicu za "Bohemians Praha". Prvi službeni nastup za reprezentaciju je bila kvalifikacijska utakmica protiv Škotske. Zahvaljujući odlučujućem penalu u finalu protiv Zapadne Njemačke, Čehoslovačka postaje prvak Europe. Tada se protivnički golman bacio na lijevu stranu dok je Panenka lagano potkopao loptu. Od tada u nogometnoj terminologiji postoji i naziv "Panenka penal".
Iz Bohemiansa 1981. prelazi u "Rapid Wien" te s njima postaje dva puta prvak Austrije. Poslije je još igrao i za VSE "St. Pölten" i SK "Slovan Wien"	
Danas je Panenka predsjednik kluba "Bohemians" u kojem je i započeo svoju profesionalnu nogometnu karijeru. Predsjednik Češke Republike, Václav Klaus, ga je 28. listopada 2008., odlikovao državnim odlikovanjem za zasluge za državu u oblasti sporta.

## Vanjske poveznice
- Antonín Panenka i njegov poznati gol – slike (engl.)
- penal Antonína Panenke (EURO 1976. u Beogradu; Čehoslovačka vs. Njemačka) – video